# Modré jezero (Ázerbájdžán)
Modré jezero (ázerbájdžánsky Göygöl) je jezero na severním úbočí hřbetu Murovdag (Mrovdag) v Ázerbájdžánu, které je označováno za jedno z nejkrásnějších horských jezer na Kavkaze. Má rozlohu 0,78 km². Jeho průměrná hloubka je 30 m a dosahuje maximální hloubky asi 100 m. Leží v nadmořské výšce 1566 m.

## Vodní režim
Vzniklo po závalu při zemětřesení zaplněním řekou Agsu. V okolí leží několik dalších jezer vzniklých obdobným způsobem.